# 小星真巨口魚
小星真巨口魚（学名：Eustomias micraster）为輻鰭魚綱巨口鱼目巨口鱼科的其中一種。分布於加勒比海海域，為深海魚類，棲息深度0-1807公尺，體長可達12.8公分。

## 扩展阅读
維基物種上的相關：小星真巨口魚